# Piotr Drzewiecki (medioznawca)
Piotr Drzewiecki (ur. 1977) – polski medioznawca, dr hab. teologii środków społecznego przekazu, profesor uczelniany UKSW, specjalista w zakresie edukacji medialnej, wykładowca w Wyższej Szkole Kształcenia Zawodowego we Wrocławiu.   

## Życiorys
Autor m.in. programu i pierwszego w Polsce podręcznika edukacji medialnej „Media Aktywni” (2010). Animator warsztatów i szkoleń edukacyjno-medialnych. Współpracuje z instytucjami państwowymi i organizacjami pozarządowymi w Polsce przy tworzeniu projektów edukacyjnych i badawczych m.in. z Krajową Radą Radiofonii i Telewizji, Ministerstwem Kultury i Dziedzictwa Narodowego, Filmoteką Narodową – Instytutem Audiowizualnym, Fundacją Nowoczesna Polska. Członek Polskiego Towarzystwa Technologii i Mediów Edukacyjnych. Absolwent Liceum Ogólnokształcącego nr I im. Konstantego Ildefonsa Gałczyńskiego w Otwocku. Dziennikarz prasy edukacyjnej, branżowej i regionalnej m.in. „Linii Otwockiej”.

## Publikacje (wybór)
- Film sportowy. Metoda i praktyka badań medioznawczych, Warszawa 2022.
- Medioznawstwo sportowe, Wydawnictwo Naukowe UKSW, Warszawa 2021.
- Media Aktywni. Dlaczego i jak uczyć edukacji medialnej? Program nauczania edukacji medialnej dla gimnazjów i szkół ponadgimnazjalnych z opracowaniem metodycznym, Piotr Drzewiecki, Otwock-Warszawa 2010.
- Renesans słowa. Wychowanie do logosfery w kulturze audiowizualnej, Wydawnictwo Adam Marszałek, Toruń 2010.
- Edukacja medialna w nowej podstawie programowej kształcenia ogólnego, „Biuletyn Edukacji Medialnej” nr 5, 2010, s. 22 - 33.
- Edukacja medialna a nauczanie religii w szkole, Dom Wydawniczy Elipsa, Warszawa 2013.
- Cyfrowa przyszłość. Katalog kompetencji medialnych i informacyjnych, z A. J. Dąbrowską, D. Górecką, A. Gruhn, L. Hojnackim, J. Jasiewicz, J. Lipszycem, W. Majewskim, E. Murawską-Najmiec, G. D. Stunżą, K. Śliwowskim, P. Tafiłowskim, M. Wilkowskim i M. Woźniakiem, Fundacja Nowoczesna Polska, Warszawa 2012.

## Odznaczenia i nagrody
- Brązowy Krzyż Zasługi, 2015[5]